# Fahrgastverband Pro Bahn
Der Fahrgastverband Pro Bahn ist ein eingetragener Verein mit dem Zweck, die Interessen von Fahrgästen des Öffentlichen Verkehrs zu vertreten.
Der deutschlandweit tätige Fahrgastverband ist laut Satzung politisch und wirtschaftlich unabhängig und parteipolitisch neutral, arbeitet ehrenamtlich und verfolgt ausschließlich und unmittelbar gemeinnützige Zwecke.
In Österreich und der Schweiz gibt es ebenfalls Vereine, die „Pro Bahn“ im Namen tragen. Der schweizerische heißt Pro Bahn Schweiz und vertritt ähnliche Positionen. Der österreichische Verband probahn ist eher mit der deutschen Allianz pro Schiene vergleichbar. Die drei Vereine arbeiten über den europäischen Dachverband EPF eng zusammen.

## Geschichte
| Amtszeit  | Name                |
| --------- | ------------------- |
| 1981–1989 | Paul-Heinz Straka   |
| 1989–1996 | Kurt Bielecki       |
| 1996–2012 | Karl-Peter Naumann  |
| 2012–2016 | Jörg Bruchertseifer |
| seit 2016 | Detlef Neuß         |

Der Fahrgastverband Pro Bahn wurde 1981 unter der Leitung von Paul-Heinz Straka in Wuppertal als eingetragener Verein gegründet.
Der Verband arbeitet ehrenamtlich im Interesse der Fahrgäste. Die Mitglieder „erfahren“ tagtäglich den öffentlichen Verkehr (ÖV) auf Schiene und Straße. Aus diesen Erfahrungen heraus lobt und kritisiert der Verband Akteure und Unternehmen des öffentlichen Verkehrs, erstellt Konzepte, ist in offiziellen Landes-, Bundes- und Europa-Gremien aktiv, sensibilisiert und berät Politiker in Angelegenheiten des öffentlichen Verkehrs, beeinflusst die öffentliche Diskussion durch Aufklärung über Hintergründe, hält Vorträge und Seminare sowie Fahrgastsprechstunden und Automatenschulungen u.v.a.m.
Aufsehen erregte der Verein unter anderem durch einen Konflikt mit der Deutschen Bahn über das neue Preissystem 2003. Im Zuge der Auseinandersetzungen verklagte Hartmut Mehdorn Karl-Peter Naumann wegen geschäftsschädigender Aussagen.

## Themenschwerpunkte
Nach der Satzung sind die Zwecke des Verbands
- die Verbraucherberatung über günstige Reisemöglichkeiten und Fahrgastrechte und die Beteiligung an der öffentlichen Diskussion zu Fahrgastthemen und Mitarbeit in Gremien wie Fahrgastbeiräten;
- die Förderung der Volksbildung durch Vortragsveranstaltungen, Veröffentlichungen etc.;
- die Förderung eines funktionsfähigen und für jedermann attraktiven öffentlichen Verkehrs im Sinn der Allgemeinheit und des Umweltschutzes;
- die Förderung der umweltbewussten Verkehrsmittelwahl zum Umweltschutz einschließlich des Klimaschutzes;
- in Zusammenarbeit mit seinen Untergliederungen und anderen Organisationen.

Schwerpunkte der aktuellen Tätigkeit sind unter anderen die Themen
- bessere Information der Fahrgäste, vor allem bei Betriebsstörungen und über verschiedene Betreiber hinweg,
- verständliche und einfache Tarifsysteme,
- bezahlbare Fahrpreise,
- klarere und zuverlässigere Vertriebswege, auch zur „Entkriminalisierung von zahlungswilligen Kunden“,[6][7]
- optimale Verknüpfung des Bahnangebots durch den Deutschland-Takt,
- Infrastruktur-Ausbau, vor allem mehrgleisige Ausbauten, Elektrifizierungen und Strecken-Reaktivierungen
- Einsatz von Investitionsmitteln für flächendeckenden Ausbau statt Großprojekten wie Stuttgart 21,
- Trennung von Netz und Betrieb bei der Deutschen Bahn und Überführung der Infrastruktur in eine gemeinwohlorientierte Organisationsform,
- Ausbau des ÖPNV im ländlichen Raum,
- Schaffung durchgehender Reiseketten im gesamten öffentlichen Verkehr und damit die Verknüpfung von Bahn, Bus, Straßenbahn und On-Demand-Verkehre,
- Erhöhung des Sicherheitsgefühls der Fahrgäste in den Fahrzeugen und an den Haltestellen und Bahnhöfen.

Erfolge, an denen der Fahrgastverband Pro Bahn beteiligt war, waren zum Beispiel
- die Verhinderung von Streckenstilllegungen (etwa des Filzenexpress, wofür Pro Bahn Oberbayern den Bayerischen ÖPNV-Preis 2012 erhalten hat[8]),
- die Revision des Preissystems „PEP“ mit Wiedereinführung der Bahncard 50,
- die gesetzliche Verankerung der Fahrgastrechte und
- Verbesserungen beim Fugger-Express[9]
- Verlängerung der Gültigkeit des Deutschland-Passes auf die Sommerferien 2014 aller Bundesländer[10]
- Anerkennung der BahnCard50 auf deutschlandweite Sparpreise[11]
- Bundesweit einheitliche Kinderaltersgrenzen im Eisenbahnverkehr[12][13][14]

## Aktivitäten

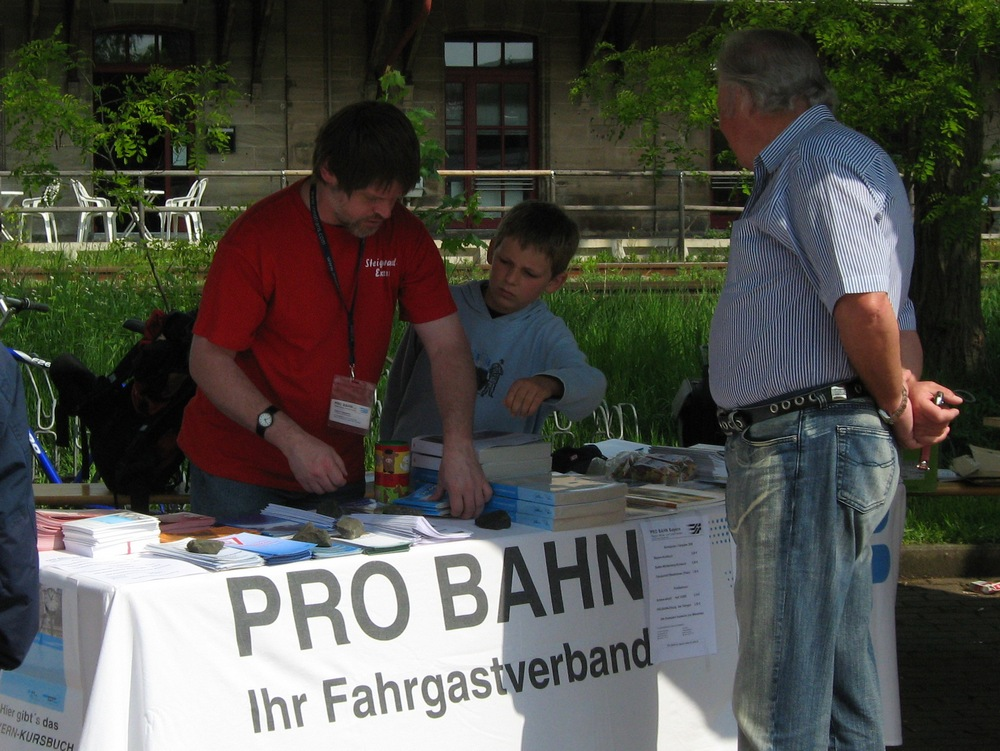
Pro-Bahn-Infostand

Die aktiven Pro Bahn-Mitglieder arbeiten ehrenamtlich in verschiedenen Aktionsformen.

### Verbraucherberatung
Der Fahrgastverband Pro Bahn berät die Verbraucher über günstige Reisemöglichkeiten und informiert sie über die Vorteile öffentlicher Verkehrsmittel. Die Fahrgäste werden mit Öffentlichkeitsarbeit, Ausflugsfahrten und Exkursionen, Vortragsveranstaltungen, Fahrgast-Stammtischen, Infoständen und Automatenschulungen angesprochen.

### Fahrgast-Kummerkasten
Für Beschwerden, Anfragen und Anregungen von Fahrgästen steht der Kummerkasten zur Verfügung, eine wichtige Grundlage für die Arbeit des Verbands, die konkrete Beschwerden an die zuständigen Verkehrsbetriebe oder Schlichtungsstellen weiterleitet.

### Publikationen
Als Mitgliederzeitschrift, die auch freiverkäuflich erhältlich ist, erscheint seit 2002 vierteljährlich der Fahrgast, Nachfolger der von 1981 bis 2001 erschienenen Pro-Bahn-Zeitung. Seit 2013 wird die Druckausgabe durch den Newsletter „Fahrgast aktuell“ ergänzt, der sich besonders an Entscheidungsträger in Politik, Verkehrsbetrieben und Verwaltung wendet. Zahlreiche regionale Untergliederungen geben eigene Publikationen heraus.
Auf der Internetseite www.pro-bahn.de werden neben Informationen zum Verband selbst und seiner Arbeit auch Informationen für Fahrgäste angeboten.

### Vertretung der Fahrgastinteressen bei Entscheidern
Der Fahrgastverband Pro Bahn verhandelt mit Verkehrsbetrieben, Behörden und Politikern. Dabei nutzt der Verband seine deutschlandweite Expertise und die Vernetzung mit dem Europäischen Fahrgastverband EPF um den Verantwortlichen positive zukunftsweisende Beispiele im öffentlichen Verkehr aufzuzeigen. Vertreter des Verbands sind in Fahrgastbeiräten und ähnlichen Beratungsgremien vertreten.

### ÖV-Mobilitätskarte
Zum 25. Jubiläum der BahnCard, die 1992 durch die Deutsche Bundesbahn und Deutschen Reichsbahn eingeführt wurde, forderte der Fahrgastverband: „Die Bundesregierung muss die Weichen für nachhaltigen ökologischen öffentlichen Verkehr stellen“, um die BahnCard zur deutschlandweiten ÖV-Mobilitätskarte mit einheitlichen Regeln im Regionalverkehr auszubauen.

### Medienarbeit
Der Fahrgastverband Pro Bahn gibt regelmäßig Medienmitteilungen heraus und bezieht im Rundfunk und Fernsehen Stellung zu Fahrgastthemen. Er publiziert regelmäßig auf Facebook und Twitter.

### Fahrgastpreis
Seit 2005 verleiht der Fahrgastverband Pro Bahn den Fahrgastpreis, mit dem Persönlichkeiten und Institutionen für vorbildhaften Einsatz für die Belange der Fahrgäste ausgezeichnet werden.

### Wettbewerb „LieblingsbusfahrerIn“
Zusammen mit dem Bundesverband Deutscher Omnibusunternehmen (bdo), Verband Deutscher Verkehrsunternehmen (VDV) und DB Regio initiierte der Fahrgastverband Pro Bahn im Jahr 2023 erstmals den Wettbewerb „LieblingsbusfahrerIn“, um auch das Engagement der Busfahrer zu würdigen. Der Wettbewerb stellt somit eine Ergänzung zum Wettbewerb „Eisenbahner mit Herz“ der Allianz pro Schiene dar. Er soll nun ebenfalls jährlich stattfinden und den Busverkehr als zweite wesentliche Säule des ÖPNV neben dem Schienenverkehr sichtbar machen.

### Landes- und Regionalgliederungen
Neben dem Bundesverband gliedert sich der Verein in folgende Landesverbände:
- Baden-Württemberg
- Bayern
- Berlin/Brandenburg
- Hessen
- Mecklenburg-Vorpommern
- Mitteldeutschland (Sachsen und Sachsen-Anhalt)
- Nordrhein-Westfalen
- Rheinland-Pfalz/Saarland
- Schleswig-Holstein/Hamburg
- Thüringen

Innerhalb der Landesverbände gibt es zahlreiche Regionalverbände und -gruppen.

### Mitarbeit in Verbänden
Der Fahrgastverband Pro Bahn arbeitet mit befreundeten Organisationen zusammen. Der Verband ist Mitglied
- im Verbraucherzentrale Bundesverband,
- bei der Allianz pro Schiene,
- im Europäischen Fahrgastverband,
- in der Initiative Deutschlandtakt,
- sowie in zahlreichen Kooperationen auf regionaler Ebene.

### Sicherheit von Fahrgästen

#### Forsa-Umfragen
Der Fahrgastverband beteiligt sich an den jährlichen Umfragen des Meinungsforschungsinstitutes Forsa zum Sicherheitsgefühl der Fahrgäste. Die repräsentative Umfrage zum Sicherheitsempfinden der Kunden in Bahnen und Bussen nach ihren Ängsten. Weiterhin werden sie nach dem bevorzugten Mittel zur Stärkung ihres Sicherheitsgefühls in Fahrzeugen und an Bahnhöfen befragt. Auch das Thema Alkoholverbot in den Zügen ist eine Frage an die Reisenden.

#### Projekt Security
2012 führte das Vorhaben des damaligen Vereinsvorsitzenden Naumann, unmittelbar nach Ende seiner Vorstandstätigkeit als Berater für die Deutsche Bahn in Sicherheitsfragen arbeiten zu wollen, innerhalb und außerhalb des Verbands zu Kritik. Daraufhin brachen beide Seiten die Verhandlungen ab.
Daraus ging schließlich das Projekt „Security für Mitarbeiter und Fahrgäste von Verkehrsbetrieben“ hervor, ein Gemeinschaftsprojekt von Eisenbahn- und Verkehrsgewerkschaft, Pro Bahn und der Gewerkschaft der Polizei unter dem Management des IMU-Institutes. Es sollte Erkenntnisse bringen, wie man eine größere Sicherheit und ein höheres Sicherheitsempfinden im Öffentlichen Verkehr erreichen kann. Für den Teil von Pro Bahn wurde es von Karl-Peter Naumann geleitet. Das Projekt wurde aus dem Fonds soziale Sicherung finanziert, einer gemeinsamen Einrichtung der Tarifvertragsparteien. Die Mittel des Fonds werden laut Medienberichten fast vollständig von der Deutschen Bahn finanziert.
Kritiker sahen durch die Finanzierung dieses Projektes die Unabhängigkeit des Verbandes gefährdet. Nach monatelangen Kontroversen in dieser Sache trat der seit 24. März 2012 amtierende stellvertretende Bundesvorsitzende Heiner Monheim im Januar 2013 zurück. Im März 2013 stimmte eine große Mehrheit der Delegierten des Pro-Bahn-Bundesverbandstages 2013 dem Projekt zu.
Das Projekt wurde schließlich im August 2013 begonnen und im März 2016 planmäßig abgeschlossen. Als Gesamteinschätzung zur subjektiven Sicherheit wurde konstatiert, dass gesellschaftliche Betroffenheit nur in Ausnahmesituationen erregt würde und schnell verloren gehe, dass Belästigungen und Mobbing zu enormen Belastungen für die Beschäftigten führten, aber häufig als Normalität angesehen würden und dass das Thema Sicherheit nach wie vor in den Betrieben nur unzureichend verankert sei.

## Organisation und Struktur
Der Fahrgastverband Pro Bahn ist heute als Bundesverband, in 11 Landesverbänden und zahlreichen Regionalverbänden sowie Bezirksgruppen organisiert. Der Sitz des Bundesverbandes war früher in Bonn. Der Bundesverbandstag 2015 in Bremen beschloss die Verlegung des Sitzes nach Berlin. Gleichzeitig wurde eine neue Satzung für den Bundesverband beschlossen, wodurch ein umfassender Umbau der internen Strukturen erfolgte. Auch 2017 wurden auf dem Bundesverbandstag in Wiesbaden noch einmal wesentliche Änderungen der Satzung verabschiedet. Mit einer erneuten Satzungsänderung auf dem Bundesverbandstag 2021 wurde der Vereinssitz nach München verlegt, wo sich auch die Bundesgeschäftsstelle befindet. Der Verband hat derzeit lediglich zwei hauptamtliche Mitarbeiter als geringfügig Beschäftigte zur Unterstützung der Bundesgeschäftsstelle und des Bundesvorstands angestellt. Der Fahrgastverband Pro Bahn hat bundesweit rund 4000 Mitglieder. Das höchste Organ ist der Bundesverbandstag, welcher als Delegiertenversammlung mindestens einmal jährlich tagt. Zwischen den Bundesverbandstagen tagt als zweithöchstes Entscheidungsgremium der Bundesausschuss, welcher sich aus Vertretern der Landesverbände zusammensetzt. Auf fachlicher Ebene existieren Fachausschüsse, welche Positionspapiere erarbeiten. In diesen können alle Verbandsmitglieder mitwirken. Zudem werden durch den Bundesausschuss für spezifische Themen eigenverantwortliche Fachreferenten berufen.

## Politik und Kritik
Gesellschaftspolitisch positionierten sich die Landesverbände (LV) Hessen, LV Berlin/Brandenburg und LV Rheinland-Pfalz/Saarland zeitweise anders als die Mehrheit der Landesverbände und der Bundesverband. Der Landesverband Hessen ist Mitglied im Bündnis Bahn für Alle, welches bis 2018 jährlich die „Alternativen Geschäftsberichte“ zur Deutschen Bahn herausgab. In den Ausgaben 2011 und 2012 wurden dabei der Fahrgastverband Pro Bahn aufgrund der umstrittenen Rechtslage einer Projektbeteiligung scharf angegriffen und seine Unabhängigkeit in Frage gestellt. Der Landesverband Berlin-Brandenburg war ebenfalls zeitweise Mitglied dieses Bündnisses und hat dieses inzwischen verlassen. Bis zum alternativen Jahresbericht 2012 tauchten noch als Unterstützer der Publikation der Landesverband Pro Bahn Rheinland-Pfalz/Saarland, Pro Bahn Euregio Aachen, Pro Bahn Region Münsterland und Pro Bahn Region Stuttgart auf. Diese wirken teilweise nur noch in der zweiten Reihe durch Einzelprojekte mit.

## Auszeichnungen
Am 18. Juni 2017 wurde der Fahrgastverband von der Deutschen Stiftung Verbraucherschutz mit dem Bundespreis Verbraucherschutz 2017 in der Kategorie Projekte ausgezeichnet. Die Jury begründete die Entscheidung damit, dass der Verband seit über drei Jahrzehnten als „Anwalt der Fahrgäste“ erfolgreich die Verbraucherinteressen bei öffentlichen Verkehrsmitteln vertritt. Der Fahrgastverband Pro Bahn kämpft für bezahlbare Fahrpreise, verständliche Tarifsysteme, eine flächendeckende Infrastruktur und eine durchgehende Reisekette – im Bahnverkehr und jenseits der Schiene. Ohne ihn gäbe es keine kollektiven Fahrgastrechte und auch keine BahnCard 50 mehr.
2022 wurde der Ehrenvorsitzende Karl-Peter Naumann mit dem Bundesverdienstkreuz für sein Engagement im Fahrgastverband Pro Bahn für die Fahrgäste des öffentlichen Verkehrs ausgezeichnet.
Der Landesverband Bayern gewann 2002 den Bayerischen ÖPNV-Preis der Bayerischen Eisenbahngesellschaft Auch die regionalen Untergliederungen Arbeitskreis Walpertskirchen (2006). sowie Regionalverband Oberbayern (2012) wurden mit diesem Preis ausgezeichnet.